# Relations entre l'Algérie et la Serbie
Les relations entre l'Algérie et la Serbie se réfèrent aux relations bilatérales et diplomatiques entre la République algérienne démocratique et populaire et la république de Serbie.

## Présentation
Les deux pays entretiennent des relations diplomatiques établies entre l’Algérie et Yougoslavie en 1962,

### Relations officielles
La Serbie maintient une ambassade à Alger et l’Algérie est représentée en Serbie par son ambassade à Belgrade.

### Relations historiques
Entre 1916 et 1919, un cimetière militaire serbe contenant les corps de 324 Serbes a été créé à Dely Ibrahim,. À l’époque dans plusieurs villes et villages côtières en Algérie étaient Français plusieurs hôpitaux militaires où les soldats serbes blessés et épuisés étaient soignés.